# Promenade Henri-Martin
La promenade Henri-Martin (en occitan : passejada Enric Martin) est une voie de Toulouse, chef-lieu de la région Occitanie, dans le Midi de la France.

## Situation et accès

### Description
La promenade Henri-Martin est une voie publique. Elle se trouve dans le quartier du Capitole, dans le secteur 1 - Centre.
Elle naît dans le prolongement de la voie qui suit la berge de la Garonne au bas du quai de Tounis, précisément sous la première arche du Pont-Neuf. Elle longe le cours du fleuve et rencontre successivement le port de la Daurade et la place du même nom, puis le port Saint-Pierre et la place du même nom. Elle se termine au niveau de la première arche du pont Saint-Pierre.
Elle appartient à une aire piétonne. Il n'existe pas d'aménagement cyclable.
La promenade Henri-Martin est parcourue par le sentier de grande randonnée 86 (GR 86), qui va de Toulouse à Bagnères-de-Luchon, et par le sentier de grande randonnée 861 (GR 861), qui va de Toulouse à Saint-Bertrand-de-Comminges. Ils sont prolongés au nord-est par les rues Jean-Suau et Léon-Gambetta jusqu'à la place du Capitole, où ils ont leur origine, et au sud-est, par la voie qui longe la berge de la Garonne pour rejoindre le quai de Tounis au niveau de la place Maître-Jean-Maubec.

### Voies rencontrées
La promenade Henri-Martin rencontre les voies suivantes, dans l'ordre des numéros croissants (« g » indique que la rue se situe à gauche, « d » à droite) :
1. Voie sans nom
2. Place de la Daurade (d)
3. Place Saint-Pierre

## Odonymie

Les Bords de la Garonne. Les Promeneurs par Henri Martin (vers 1890, Capitole).

C'est en 1984 que le conseil municipal a décidé de donner à une partie de la voie qui longe la berge de la Garonne en rive droite le nom d'Henri Martin (1860-1943). Né à Toulouse, il se consacre à la peinture et entre à l'École des beaux-arts de la ville, puis il poursuit ses études à Paris. Entre 1892 et 1897, il honore plusieurs commandes pour la réalisation du décor des nouvelles pièces du Capitole. Il peint en particulier un groupe de tableaux, les Bords de la Garonne, pour le salon qui porte désormais son nom, et qui représente justement la promenade Henri-Martin vue depuis le port Viguerie.